# Rødøjet and
Rødøjet and (Netta erythrophthalma) er en fugleart, der lever i det Subsahariske Afrika og Sydamerika.